# Banca Română de Credite și Investiții
Banca Română de Credite și Investiții (BRCI) (fostă ATE Bank România) este o bancă din România.

## Istoric
Banca pentru Mica Industrie și Liberă Inițiativă - Mindbank a fost fondată în anul 1990 și s-a dezvoltat ca o bancă de nișă.
Banca Română de Credite și Investiții (BRCI) are o istorie de funcționare sub diferite denumiri. Până în anul 1996, aceasta a operat sub denumirea "Banca pentru Mică Industrie și Liberă Inițiativă". Ulterior, între 1996 și 2007, a funcționat sub denumirea "Banca pentru Mică Industrie și Liberă Inițiativă - MINDBANK SA". În iunie 2006, Mindbank avea active de 79,7 milioane euro - 0,20% din piața românească și se afla pe locul 32 din cele 39 de bănci românești. Din 23.04.2007 până la 13.03.2014, banca a fost cunoscută sub denumirea "ATE Bank România SA".
În aprilie 2013, Piraeus Bank Grecia a vândut subsidiara ATE Bank din România omului de afaceri Dorinel Umbrărescu, pentru aproximativ 10 milioane de euro.
În anul 2014, banca a fost relansată sub numele de Banca Română de Credite și Investiții (BRCI).
La data de 28 februarie 2020, s-a finalizat si decontat tranzactia, in urma careia domnul Sanjeev Gupta a devenit actionarul majoritar, prin preluarea integrala a participatiei detinute de familia Umbrarescu.